# Strijdend Nederland; het contact met de vrije wereld
Strijdend Nederland; het contact met de vrije wereld was een verzetsblad uit de Tweede Wereldoorlog, dat vanaf 1 augustus 1943 tot en met 17 april 1945 in Kampen werd uitgegeven. Het blad verscheen circa driemaal per week in een oplage tussen de 14 en 600 exemplaren. Het werd aanvankelijk getypt, vanaf november 1943 gestencild en de inhoud bestond voornamelijk uit algemene artikelen en nieuwsberichten.

## Geschiedenis
Leider van deze groep was Roelof Jan Dam, rector van het Gereformeerd Gymnasium van Kampen en vertegenwoordiger van Trouw voor de vier noordelijke provinciën. Toen de Duitse bezetter in mei 1943 verordonneerde dat de radio's moesten worden ingeleverd, werd dit in verzetskringen als een zware tegenslagen ervaren. Men vreesde dat de verzetsgeest onder de bevolking hierdoor grote schade zou ondervinden. In overleg met Dam nam Gerard Spanhaak daarom het initiatief tot de uitgave van een nieuwsbulletin dat minstens driemaal per week zou uitkomen, en verder zo vaak als nodig zou blijken. Hij werd hierbij ondersteun door Arend Scholten. De bulletins werden aan veertien invloedrijke personen verstrekt, onder voorwaarde dat zij de berichten verder zouden verspreiden
Na meerdere maanden op deze manier te hebben gewerkt, wilden steeds meer mensen een abonnement. Dam vond het risico te groot om het blad op grote schaal te verspreiden in een kleine plaats als Kampen. Uiteindelijk stemde hij in met de verhoging van de oplage naar honderd exemplaren. De redactie die al bestond uit Spaanhaak en Scholten werd uitgebreid met Toon Slurink. Slurink had eerder het illegale blad God zal het doen gelukken uitgegeven. Spanhaak zou voor het redactionele gedeelte zorgen, Slurink voor het technische gedeelte en Scholten voor de organisatie. Dit ging zo goed dat de invloedssfeer zich ten slotte over de Noord-Veluwe, de kop van Overijssel en tot Hengelo en Meppel uitbreidde. Van de inkomsten werd een derde gedeelte aan Trouw afgestaan.
De exemplaren werden verzonden in enveloppen van de gemeente en het Rijksarbeidsbureau. Deze gang van zaken ging goed tot in de nacht van 31 januari op 1 februari 1944 door de Duitse politie een grote razzia werd gehouden, waarbij een twintigtal medewerkers, waaronder Scholten, werden gearresteerd. Spanhaak dook onmiddellijk onder in Zwolle en maakte daar de kopij klaar voor het nummer van 1 februari. Dat nummer moest in elk geval uitkomen om de gearresteerden te ontlasten. Slurink en Wolter van de Kamp, de voorzitter van de LO-organisatie, zette daarna het werk voort. Van de Kamp schreef de hoofdartikelen, maar had het verder te druk met zijn andere illegale activiteiten.
Twee ondergedoken gemeente-ambtenaren uit Zwartsluis, namelijk Jacob de Goede en P. Schaart, waren echter bereid hun tijd aan het blad te geven. Zowel oplage als omvang namen voortdurend toe. In september 1944 keerde Spanhaak in Kampen terug; in november 1944 werd Scholten uit gevangenschap vrij gelaten en nam het oude driemanschap de leiding weer op zich. Wel werd nu de pers om veiligheidsredenen scherp van het overige illegale werk gescheiden.
Op 5 januari 1945 werd Slurink gearresteerd, enkele dagen later werden De Goede en Schaart op heterdaad betrapt bij het stencilen. De eerste twee werden in maart 1945 op de Woeste Hoeve als represaille voor de aanslag op Rauter gefusilleerd. Schaart had zijn leven te danken aan de zogenaamde bekentenis van zijn boezemvriend De Goede dat deze alleen verantwoordelijk was. Het blad bleef echter verschijnen.
Vanaf eind januari 1945 werd volgens een geheel nieuwe opzet verder gewerkt. Spanhaak en Scholten waren de enige leiders en hun medewerker Siero zou de stencils afdrukken. Het contact tussen de drie mannen werd onderhouden door slechts één koerierster, te weten Aafke Wilhelmina Pel. Een ernstige tegenslag voor de organisatie was de arrestatie van Dam op 13 maart 1945 en zijn executie op 10 april.
Vanaf september 1944 heeft een speciaal op oranjepapier gedrukt bevrijdingsnummer klaargelegen op de drukkerij van de familie-Zalsman. Dat nummer verscheen op 12 april 1945. Onder andere vanwege het overlijden van de Amerikaanse president Franklin D. Roosevelt verscheen vijf dagen later een nog een nieuwe versie. In Vollenhove, Hengelo en Elburg verschenen zelfstandige edities van Strijdend Nederland Na de bevrijding werd de uitgave legaal voortgezet.

## Betrokken personen
- Roelof Jan Dam
- Jacob de Goede
- Wolter van de Kamp
- Aafke Wilhelmina Pel
- P. Schaart
- Arend Scholten
- Toon Slurink
- Gerard Spanhaak

## Gerelateerde kranten
- De vrije pers; orgaan van de 'verzetsgroep Meppel' (verzetsblad, Meppel)[1]
- Strijdend Nederland (verzetsblad, Hengelo)[2]
- Strijdend Nederland (verzetsblad, Vollenhove)[3]
- Strijdend Nederland (verzetsblad, Elburg)[4]
- Trouw (verzetsblad, Meppel-Amsterdam)[5]